# Маслова, Лидия Сергеевна
Ли́дия Серге́евна Ма́слова (род. 9 июля 1971, Москва) — российская журналистка и бывший кинокритик. С 1998 по 2015 год — обозревательница ИД «Коммерсантъ». С 2019 года является книжным обозревателем газеты «Известия».

## Биография
Родилась 9 июля 1971 года в Москве. Выпускница социологического факультета МГУ (1995). С 1995 года — младший научный сотрудник НИИ киноискусства (НИИК). Как кинокритик начала публиковаться в газете «Экран и сцена» в 1995 году. В 1995—1997 годах работала ответственным секретарём журнала «Киноведческие записки». С 1998 года по 2015 год — сотрудник издательского дома «Коммерсантъ», корреспондент и обозреватель газеты «Коммерсантъ». Печаталась в киножурналах «Искусство кино», «Сеанс», «Читальный зал». Также писала для изданий «Афиша», «Большой город», OpenSpace.ru и др. Автор статей для энциклопедии «Новейшая история отечественного кино. 1986—2000» (издательство «Сеанс», 2004). Под именем goncourt вела дневник в «Живом журнале» (в 2017 году заброшен).

## Признание
В 1997 году за публикации в газете «Экран и сцена» удостоилась приза «Перспектива» от Гильдии киноведов и кинокритиков России. По мнению кинокритика Дмитрия Савельева, Лидия Маслова сильна как аналитик, имеющий «вкус к изящным концептуальным построениям», для неё характерна «отстранённость от предмета, позиция естествоиспытателя, разглядывающего предложенный „объект“», которая сочетается «с отменным остроумием». Обозреватель «Афиши» Роман Волобуев неоднократно называл Маслову на страницах киноблога «Спойлер» «любимым кинокритиком и умнейшей женщиной своего поколения».
За годы работы в «Коммерсанте» обрела репутацию одного из самых жестких и независимых в суждениях кинокритиков в стране. Андрей Плахов, коллега Масловой по «Коммерсанту», указывал, что она из тех кинокритиков, отзывами которых интересуются создатели фильмов, и отмечал, что её рецензии не раз вызывали с их стороны бурную реакцию. Некоторые режиссёры, по свидетельству Плахова, требовали от главного редактора газеты «Коммерсантъ» «чуть ли не физически уничтожить критика Маслову».